# Año de la Cooperación Internacional
1965 fue elegido como Año de la Cooperación Internacional por la Asamblea General de las Naciones Unidas mediante la resolución 1907 (XVIII), aprobada el 21 de noviembre de 1963. Esta iniciativa surgió en el contexto del vigésimo aniversario de la fundación de las Naciones Unidas, como un esfuerzo para fortalecer la colaboración global frente a los numerosos desafíos internacionales de la época. Esta designación marcó un hito en la promoción de la paz y la cooperación internacional, sentando precedentes para futuras iniciativas globales.
La idea fue inicialmente planteada por el primer ministro de la India, Jawaharlal Nehru, quien, en 1961, instó a la comunidad mundial a dedicar un año para resaltar y promover las actividades de cooperación entre países. Nehru argumentó que tales esfuerzos generarían un ambiente propicio para la resolución de conflictos y el progreso social y económico.
El lema del año fue Paz y progreso por la cooperación, simbolizado por una imagen de manos entrelazadas. Como parte de las conmemoraciones, la administración postal de las Naciones Unidas emitió una serie de sellos y se creó una medalla especial para resaltar la importancia de la cooperación internacional.

## Actividades y Alcance
Durante el Año de la Cooperación Internacional, se llevaron a cabo diversas iniciativas destinadas a fortalecer los lazos entre naciones y sensibilizar al público sobre la importancia de la colaboración internacional. Los Estados miembros de las Naciones Unidas, junto con organismos especializados como la UNESCO y el Organismo Internacional de Energía Atómica, desempeñaron un papel activo en la promoción de actividades encaminadas a destacar los beneficios de la cooperación global. Se enfatizó la necesidad de que las naciones desarrollaran programas específicos para consolidar los vínculos internacionales en áreas clave como la educación, la ciencia y la salud.
Uno de los principales focos de acción fue la promoción de la erradicación de enfermedades como la viruela, mostrando cómo la cooperación internacional podía generar soluciones concretas para problemas de salud global. La UNESCO lideró esfuerzos educativos y científicos, incluyendo la organización de expediciones oceanográficas internacionales y el intercambio cultural, que reforzaron el entendimiento mutuo entre los pueblos. Las actividades también incluyeron la publicación de materiales educativos y la difusión de programas en medios de comunicación para ampliar la conciencia pública sobre el impacto positivo de la colaboración entre naciones.
El Comité del Año de la Cooperación Internacional, formado por representantes de diferentes países, coordinó estas actividades en colaboración con entidades gubernamentales y no gubernamentales. Estas iniciativas fueron financiadas principalmente por contribuciones voluntarias, incluidas aquellas provenientes del sector privado, garantizando que las actividades tuvieran un alcance amplio sin comprometer los recursos regulares de las Naciones Unidas. Este año conmemorativo impulso la unidad y e progreso, estableciendo las bases para futuros esfuerzos en cooperación internacional en las décadas siguientes.